# Ane-Marie Kjeldberg
Ane-Marie Kjeldberg (født 1960 i Silkeborg) er en dansk forfatter af skønlitteratur samt håndbøger om skrivning og stress.

## Biografi
Ane-Marie Kjeldberg er uddannet inden for voksenpædagogik, suppleret med studier i klassisk filologi og klassisk arkæologi.
Hun har arbejdet som blandt andet omstillingsdame, kunsthåndværker, galleribestyrer, freelanceskribent, tekstrådgiver, forlagskonsulent og -korrekturlæser samt idéudvikler for et forlag for erotiske lydbøger.